# Quint Fabi Màxim (fill de l'Al·lobrògic)
Quint Fabi Màxim (en llatí: Quintus Fabius Q. f. Q. n. Maximus) va ser el fill de Quint Fabi Màxim Al·lobrògic, de manera que era membre de la gens Fàbia i de la branca dels Fabi Màxim.
Solament és conegut pels excessos que tenia derivats de la fortuna heretada del seu pare. El pretor urbà li va prohibir administrar els béns i les terres del seu pare, i la seva vida va provocar gran escàndol a Roma.